# Aleurodiscus ljubarskii
Aleurodiscus ljubarskii är en svampart som beskrevs av Parmasto 1967. Aleurodiscus ljubarskii ingår i släktet Aleurodiscus och familjen Stereaceae.   Inga underarter finns listade i Catalogue of Life.